# Raymond Naves
Pour les articles homonymes, voir Naves.
Raymond Naves (né le 18 mars 1902, mort le 15 mai 1944) est un professeur français, militant socialiste, déporté en Allemagne, mort pour la France au camp d’Auschwitz pour ses idées et pour son action dans la Résistance.

## Biographie
Raymond, Paul, Eugène Naves est né dans le 7e arrondissement de Paris le 18 mars 1902, fils de François, Paul, Raymond Naves, rédacteur aux Finances et de Marthe, Marie, Victorine Quetineau. Il a vécu sa jeunesse à Toulouse où il passe le baccalauréat. Admis en 1920 au concours d'entrée à l'École normale supérieure, il obtient l'agrégation de lettres en 1923. Par la suite, il devient professeur de littérature française à l'université de Toulouse. Il est engagé dans le parti socialiste, la Section française de l'Internationale ouvrière (SFIO) ; son père, membre du même parti, avait été conseiller municipal de Toulouse. Au début de la guerre, Raymond Naves est pacifiste, mais il entre assez rapidement dans la Résistance sous les conseils de Paul Dottin. Il participe à la création du Comité d'action socialiste, puis devient membre du comité départemental de libération, au sein duquel il est désigné pour devenir le maire provisoire de Toulouse au moment de la Libération. Refusant la clandestinité pour que ses étudiants continuent à bénéficier de ses cours et de son attention, il est arrêté à son domicile par les Allemands le 23 février 1944 ; c'est Raymond Badiou, professeur agrégé de mathématiques au lycée de garçons de Toulouse, qui lui succédera. 
Il fait partie du « convoi des tatoués » du 27 avril 1944, qui quitte le camp de Compiègne à cette date, dure quatre jours et trois nuits et qui le mène pour une raison inconnue à Auschwitz, où il meurt le 11 mai 1944. Il portait le matricule 186126,,,.
En collaboration avec Gustave Lanson, il a publié Les Extraits de Voltaire et Les Philosophies du XVIIIe siècle, le XVIIIe siècle étant son siècle de prédilection. Il éditera la Correspondance de Voltaire et le Dictionnaire philosophique du même Voltaire, avant de s’attaquer à un travail très complet sur Le Prince de Machiavel et L'Anti-Machiavel de Frédéric II.
Puis il écrit le Guide de l’étudiant, guide ayant pour ambition de faire connaître Voltaire aux jeunes. Il écrivit également un recueil de poèmes intitulé Vivaces. Un peu plus tard, il veut écrire L’Aventure de Prométhée, livre en trois volumes. Hélas, il ne peut publier que le premier volume intitulé La Patience. Les deux autres furent détruits, brûlés par la Gestapo.
Il devait occuper le poste de maire de Toulouse à son retour de déportation, qui n'advint jamais.
Raymond Naves a eu un fils, Francis, qui, adolescent, a assisté à l'arrestation de son père. Haut fonctionnaire, il a tout abandonné dans les années 1960 pour se consacrer à la peinture.
Un lycée de Toulouse porte le nom de Raymond Naves.